# David Wilkinson (maquinista)
David Wilkinson (5 de enero de 1771 - 3 de febrero de 1852) fue un ingeniero mecánico estadounidense que inventó un torno para cortar roscas de tornillos, que fue extremadamente importante en el desarrollo de la industria de las máquinas herramienta a principios del siglo XIX.

## Primeros años
David Wilkinson nació en Smithfield, Rhode Island en 1771, hijo de Oziel Wilkinson, un hábil herrero que trasladó a su familia a Pawtucket en la década de 1780.
Alrededor de 1784, su padre comenzó a fabricar anclas en Pawtucket para la emergente industria de la construcción naval. La tienda funcionaba con agua del río Blackstone y estaba ubicada en los terrenos del actual sitio histórico Slater Mill.

## Carrera industrial
En 1790, Samuel Slater y sus socios estaban interesados en construir una hilandería textil en Pawtucket y buscó la ayuda de David Wilkinson y su padre Oziel para producir la maquinaria para su nueva fábrica. Produjeron piezas forjadas y fundidas de hierro para las máquinas cardadoras e hilanderas de Slater.
"Todo el torneado del hierro para la maquinaria algodonera construida por el Sr. Slater se realizó con cinceles manuales o herramientas en tornos accionados por manivelas con fuerza manual."
— David Wilkinson
En 1793, las operaciones de Slater se trasladaron de una tienda de ropa cerca de la cascada de Pawtucket a un nuevo molino, que hoy forma parte del sitio histórico de Slater Mill.
En 1795, Oziel Wilkinson construyó una laminadora y cortadora justo al sur de la fábrica de algodón de Slater. Ambos molinos funcionaban con agua de la misma zanja.

## El torno de Wilkinson
El fabricante de maquinaria textil y escritor científico Zachariah Allen dijo lo siguiente sobre el torno de Wilkinson en 1861:
“Hasta hoy ha demostrado ser la herramienta más eficaz bajo el control de la humanidad para dar forma a los metales refractarios y lograr el triunfo de la mente sobre la materia. El motor deslizante se emplea en los grandes talleres mecánicos de América y Europa”.
Ross Tompson (2009) sobre la importancia del torno de Wilkinson:
'En sus "Reminiscencias", Wilkinson afirmó que su torno:
"Vale la pena todas las demás herramientas utilizadas, en cualquier taller del mundo, para el acabado [mecanizado] de latón y hierro"
Sobre la versatilidad de su torno, Wilkinson dijo:
"El lado pesado, la unión hecha por gravedad, se aplica al cepillado, torneado y taladrado de metales de todo tipo y en todos los sentidos".
Un informe de 1848 del Comité de Asuntos Militares al Senado de los Estados Unidos destacó la importancia del invento de Wilkinson, cuya patente había expirado en 1812:
"Al estar abierta al uso general, una invención de tan gran importancia por su carácter no podía dejar de ser buscada, no sólo por el público en general, sino también por agentes del gobierno dedicados a la fabricación de armas de diversas descripciones; y por lo tanto, encontramos que el torno de calibre y deslizante fue introducido tempranamente y utilizado por todos los arsenales y armerías de los Estados Unidos".
El informe continuaba diciendo que Wilkinson era el "verdadero e indiscutible autor" del torno, y que éste era "indispensable" para fabricar armas de fuego, y que las armerías públicas utilizaban 200 tornos basados en dicha invención. El informe recomendaba una recompensa de 10.000 dólares, que le fue otorgada.
Wilkinson no logró generar muchos ingresos con su torno. Existen registros de la venta de un torno y algunas piezas.
El torno de David Wilkinson a menudo se compara con el de Henry Maudslay, que se cree que se inventó unos años antes que el de Wilkinson. El torno de Maudslay utilizaba engranajes de cambio que le permitían cortar roscas de varios pasos, sin los cuales, el de Wilkinson, solo podía cortar un paso fijo. Sin embargo, el torno de Wilkinson podía realizar trabajos más pesados.

## El Molino de Wilkinson
En 1810, se construyó el actual Molino de Wilkinson cerca de su laminadora y cortadora existente y de la fábrica de algodón de Slater. De tres pisos y medio de altura y construido con piedras de campo, contenía un taller de maquinaria en el primer piso y una hilandería de algodón en los pisos superiores.
En 1829, durante una depresión en la industria textil, David Wilkinson se vio obligado a vender sus fábricas. Dejó Rhode Island y se instaló inicialmente en Cohoes, Nueva York. En 1831, el molino se vendió a William Field y Thomas LeFavour. Posteriormente, la fábrica se utilizaría para producir tejidos de lana y de punto. Entre 1873 y 1887 Lorenzo P. Bosworth operó un taller mecánico en el molino. Produjo maquinaria y herramientas para las industrias del cuero y la joyería. Una empresa de trenzado ocuparía el segundo y tercer piso entre 1884 y 1901.
Posteriormente, Wilkinson Mill se vendió a Pawtucket Electric Lighting Company. También fue utilizado como almacén de muebles durante el siglo XX.